# Alexandru Epureanu
Alexandru Epureanu (Chisinau, 27 september 1986) is een voormalige profvoetballer uit Moldavië. Hij speelde als centrale verdediger en werd vijfmaal (2007, 2008, 2009, 2010 en 2012) verkozen tot Moldavisch voetballer van het jaar.

## Interlandcarrière
Epureanu speelde tussen 2006 en 2021 in totaal 101 keer in het Moldavisch voetbalelftal en scoorde in die periode acht keer voor de nationale ploeg.
| Interlanddoelpunten | Interlanddoelpunten | Interlanddoelpunten       | Interlanddoelpunten | Interlanddoelpunten | Interlanddoelpunten | Interlanddoelpunten |
| #                   | Datum               | Locatie                   | Tegenstander        | Goal(s)             | Uitslag             | Wedstrijd           |
| ------------------- | ------------------- | ------------------------- | ------------------- | ------------------- | ------------------- | ------------------- |
| 1                   | 24 maart 2007       | Chisinau, Moldavië        | Malta               | 85'                 | 1 – 1               | EK-kwalificatie     |
| 2                   | 12 augustus 2009    | Jerevan, Armenië          | Armenië             | 90' (pen.)          | 1 – 4               | Vriendschappelijk   |
| 3                   | 3 maart 2010        | Antalya, Turkije          | Kazachstan          | 65'                 | 1 – 0               | Vriendschappelijk   |
| 4                   | 16 oktober 2012     | Serravalle, San Marino    | San Marino          | 78'                 | 0 – 2               | WK-kwalificatie     |
| 5                   | 5 maart 2014        | Andorra la Vella, Andorra | Andorra             | 13'                 | 0 – 3               | Vriendschappelijk   |
| 6                   | 5 maart 2014        | Andorra la Vella, Andorra | Andorra             | 52'                 | 0 – 3               | Vriendschappelijk   |
| 7                   | 24 mei 2014         |                           | Saoedi-Arabië       |                     | 0 – 4               | Vriendschappelijk   |
| 8                   | 12 oktober 2014     | Moskou, Rusland           | Rusland             | 74'                 | 1 – 1               | EK-kwalificatie     |

## Erelijst
FC Zimbru Chisinau
- Moldavisch bekerwinnaar

2003, 2004
 FC Sheriff Tiraspol
- Moldavisch landskampioen

2005, 2006
- Moldavisch bekerwinnaar

2006
 FK Moskou
- Moldavisch voetballer van het jaar

2007, 2008, 2009, 2010
 Krylya Sovetov Samara
- Moldavisch voetballer van het jaar

2012
 Istanbul Başakşehir
- Turks
landskampioenschap

2020